# Westover (Pennsilvània)
Westover és una població dels Estats Units a l'estat de Pennsilvània. Segons el cens del 2000 tenia 458 habitants.

## Demografia
Segons el cens del 2000, Westover tenia 458 habitants, 169 habitatges, i 123 famílies. La densitat de població era de 64,3 habitants per km².
Dels 169 habitatges en un 37,3% hi vivien nens de menys de 18 anys, en un 58,6% hi vivien parelles casades, en un 10,1% dones solteres, i en un 27,2% no eren unitats familiars. En el 24,9% dels habitatges hi vivien persones soles el 13% de les quals corresponia a persones de 65 anys o més que vivien soles. El nombre mitjà de persones vivint en cada habitatge era de 2,71 i el nombre mitjà de persones que vivien en cada família era de 3,21.
Per edats la població es repartia de la següent manera: un 29,3% tenia menys de 18 anys, un 6,6% entre 18 i 24, un 29% entre 25 i 44, un 21% de 45 a 60 i un 14,2% 65 anys o més.
L'edat mediana era de 35 anys. Per cada 100 dones de 18 o més anys hi havia 101,2 homes.
La renda mediana per habitatge era de 21.691$ i la renda mediana per família de 26.786$. Els homes tenien una renda mediana de 27.917$ mentre que les dones 17.750$. La renda per capita de la població era de 10.866$. Entorn del 15,5% de les famílies i el 20,5% de la població estaven per davall del llindar de pobresa.

## Poblacions més properes
El següent diagrama mostra les poblacions més properes.